# Pařížská aglomerace

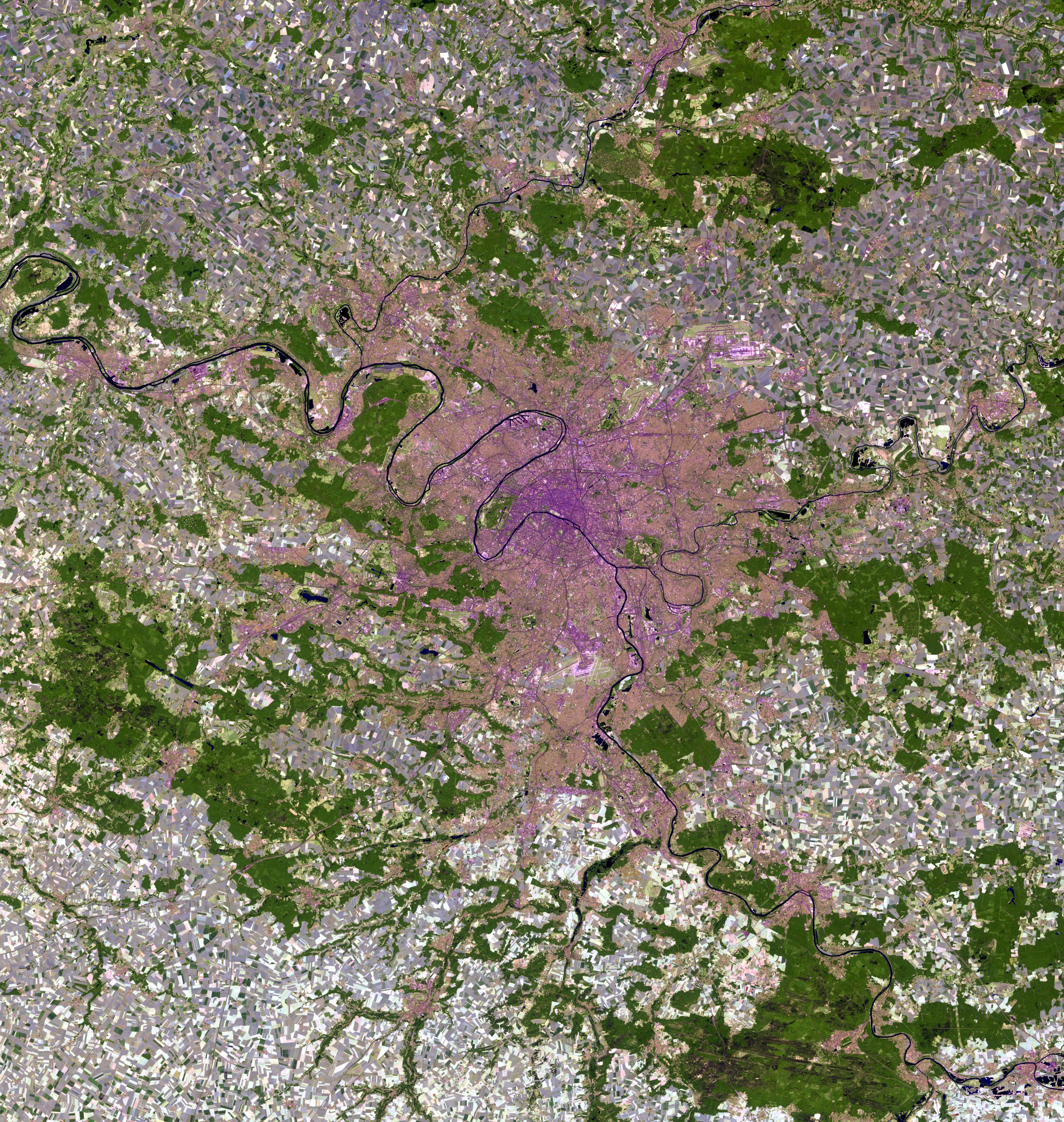
Satelitní snímek aglomerace

Pařížská aglomerace (nepřesně Velká Paříž) je urbanizované území v okolí Paříže, které je vzhledem k historickému a administrativnímu vývoji obtížné jednoznačně definovat. Na rozdíl od jiných metropolí se správní hranice města Paříže od poloviny 19. století nerozšířily a zůstaly v rozsahu z roku 1860. Proto je zde výrazný rozdíl mezi administrativní obcí Paříž a rozsáhlou hustě zastavěnou oblastí v Pařížské pánvi, které společně vytvářejí svébytný geografický, ekonomický a demografický celek, mající asi 10 milionů obyvatel (zhruba 15 % obyvatel celé Francie).
Z administrativního hlediska tato oblast zakotvena není a nemá proto ani žádnou specifickou politickou reprezentaci. Tato situace se částečně změnila od 1. ledna 2016, kdy byla vytvořena správní jednotka Métropole du Grand Paris, která ale nezahrnuje celou aglomeraci. Metropolitní region Île-de-France má zase rozsah podstatně větší, nicméně naprostá většina jeho obyvatel žije právě v pařížské aglomeraci. Z pohledu departementů do ní patří celá území Hauts-de-Seine, Paris, Seine-Saint-Denis, Val-de-Marne, značná část Essonne, Val-d'Oise, Yvelines a okraj Seine-et-Marne.

## Obec Paříž
S rozlohou pouhých 105 km2 je Paříž relativně malé město, např. Londýn je 15krát větší. Proto zde při 2 193 031 obyvatelích (2007) činí hustota zalidnění 20 807 obyvatel/km2, což Paříž naopak řadí k nejvyšším na světě. Na 0,9% plochy regionu Île-de-France žije asi 19% jeho obyvatel. Pokud se z plochy města odečtou neobydlené lesoparky Bois de Boulogne a Bois de Vincennes, činí hustota obyvatelstva dokonce 25 209 obyvatel/km2.
Hranice Paříže vycházejí z historických skutečností. Město se naposledy rozšířilo v roce 1860, kdy byly připojeny některé sousedící obce (např. Montmartre, La Villette nebo Bercy) a odpovídají více méně trase bývalých pařížských hradeb z let 1840–1845. Na jejich místě dnes prochází městský okruh boulevard périphérique, který tak kopíruje administrativní hranice města.

Malý prstenec

## Malý prstenec
Malý prstenec (la petite couronne) je území přiléhající ze všech stran přímo k Paříži. Tvoří jej tři departementy Hauts-de-Seine (92), Seine-Saint-Denis (93) a Val-de-Marne (94). Na tomto území se rozkládá 123 samostatných obcí. Rozvoj těchto obcí nastal od konce 19. století a je pro ně charakteristická velmi vysoká hustota obyvatel: dosahuje téměř 9000 obyvatel/km2. Navíc má toto území i pro Paříž velký ekonomický význam, zejména obchodní a kancelářská čtvrť La Défense.

## Velký prstenec
Velký prstenec (la grande couronne) tvoří zbývající departementy v regionu Île-de-France, které přímo nesousedí s Paříží: Seine-et-Marne (77), Yvelines (78), Essonne (91) a Val-d'Oise (95).

## Pařížská aglomerace
Francouzský statistický institut používá pojem „městská jednotka“ pro urbanistický celek, kdy jsou jednotlivé budovy kontinuální spojeny a různé stavby jsou od sebe vzdáleny méně než 200 metrů. Tento termín se nejvíce přibližuje slovu město. Podle této definice by Paříž teoreticky zahrnovala celkem 396 obcí od Melun k Mantes-la-Jolie (v departementech Hauts-de-Seine, Seine-Saint-Denis a Val-de-Marne) a měla by 10 197 678 obyvatel podle sčítání z roku 2007. Nicméně ve skutečnosti jsou všechny jednotlivé obce samostatné jednotky.
| Počet obyvatel ve vymezené pařížské aglomeraci            |                                                                     |                                                                     | |
| - 1801: 548 000 - 1835: 1 000 - 1860: 2 000 - 1885: 3 000 | - 1905: 4 000 - 1911: 4 500 000 - 1921: 4 850 000 - 1931: 5 600 000 | - 1936: 6 000 - 1946: 5 850 000 - 1954: 6 550 000 - 1962: 7 735 000 | - 1968: 8 368 500 - 1990: 9 318 821 (378 obcí) - 1999: 9 644 507 (396 obcí) - 2007: 10 197 678 (396 obcí) |

## Správa
Největší francouzská aglomerace má svá specifika. V Paříži a ve vnitřních předměstích (departementy 75, 92, 93 a 94) nezajišťují bezpečnost jednotliví starostové a prefekti, jako v ostatní Francii, ale policejní prefekt. Na rozdíl od většiny velkých městských aglomerací ve Francii jako Lille a Lyon nebo jiných hlavních měst ve světě neexistuje žádný vyšší subjekt pro celou městskou oblast, který by se zabýval problémy hustě osídleného městského regionu jako celku.
Dichotomie města Paříže a okolních předměstí nejen z hlediska územního, ale i demografického, kdy byly nežádoucí osoby vytlačovány z města na předměstí, se stalo významným problémem a je považováno za hlavní příčinu sociálních neklidů jako byly nepokoje na předměstích v roce 2005. Tento problém byl důvodem pro konferenci o pařížské aglomeraci, která se konala na radnici ve Vanves 7. července 2006.
Prezident Nicolas Sarkozy se k problému rovněž vyjádřil v roce 2007, kdy vyzval k přehodnocení rozdělení moci a vytvoření městského společenství Velká Paříž (Grand Paris), ve kterém by měl mít podíl i stát. To vyvolalo mnoho reakcí mezi volenými zástupci měst na území aglomerace.